# エルバート郡 (ジョージア州)
エルバート郡（エルバートぐん、英: Elbert County）は、アメリカ合衆国ジョージア州の北東部に位置する郡である。2010年国勢調査での人口は20,166人であり、2000年の20,511人から1.7%減少した。郡庁所在地はエルバートン市（人口4,653人）であり、同郡で人口最大の都市でもある。1790年12月10日に設立され、郡名はジョージア州知事を務めたサミュエル・エルバートに因んで名付けられた。

## 地理
アメリカ合衆国国勢調査局に拠れば、郡域全面積は374.54平方マイル (970.1 km2)であり、このうち陸地368.76平方マイル (955.1 km2)、水域は5.78平方マイル (15.0 km2)で水域率は1.54%である。

### 主要高規格道路

#### ジョージア州道
- ジョージア州道17号線
- ジョージア州道72号線
- ジョージア州道77号線
- ジョージア州道77号線接続路
- ジョージア州道79号線
- ジョージア州道172号線
- ジョージア州道368号線

### 隣接する郡
- アンダーソン郡 (サウスカロライナ州) - 北東
- アベビル郡 (サウスカロライナ州) - 東
- マコーミック郡 (サウスカロライナ州) - 南東
- リンカーン郡 - 南東
- ウィルクス郡 - 南
- オグルソープ郡 - 南西
- マディソン郡 - 西
- ハート郡 - 北北西

## 人口動態
以下は2000年の国勢調査による人口統計データである。
| 基礎データ - 人口: 20,511人 - 世帯数: 8,004 世帯 - 家族数: 5,770 家族 - 人口密度: 21人/km2（56人/mi2） - 住居数: 9,136軒 - 住居密度: 10軒/km2（25軒/mi2） 人種別人口構成 - 白人: 66.94% - アフリカン・アメリカン: 30.85% - ネイティブ・アメリカン: 0.20% - アジア人: 0.24% - 太平洋諸島系: 0.03% - その他の人種: 1.06% - 混血: 0.68% - ヒスパニック・ラテン系: 2.38% | 年齢別人口構成 - 18歳未満: 25.8% - 18-24歳: 8.4% - 25-44歳: 27.2% - 45-64歳: 23.6% - 65歳以上: 14.9% - 年齢の中央値: 37歳 - 性比（女性100人あたり男性の人口） - 総人口: 92.2 - 18歳以上: 88.5 世帯と家族（対世帯数） - 18歳未満の子供がいる: 32.0% - 結婚・同居している夫婦: 51.9% - 未婚・離婚・死別女性が世帯主: 15.7% - 非家族世帯: 27.9% - 単身世帯: 25.0% - 65歳以上の老人1人暮らし: 11.6% - 平均構成人数 - 世帯: 2.53人 - 家族: 3.01人 | 収入と家計 - 収入の中央値 - 世帯: 28,724米ドル - 家族: 34,276米ドル - 性別 - 男性: 27,221米ドル - 女性: 19,737米ドル - 人口1人あたり収入: 14,535米ドル - 貧困線以下 - 対人口: 17.3% - 対家族数: 14.6% - 18歳未満: 23.5% - 65歳以上: 17.2% |

## 司法と政府
エルバート郡はジョージア州北部司法巡回地区に入っており、他にハート郡、フランクリン郡、マディソン郡、オグルソープ郡も入っている。判事は3人おり、他に地区検察官と公選弁護人がいる。また州裁判所（他州の地区裁判所に相当）もあり、判事と巡回検事各1人がいる。その他治安裁判所と検認裁判所がある。
エルバート郡の統治主体は郡背委員会であり、選挙区から選ばれる5人の委員と、郡全体から選ばれる議長で構成され、また郡管理官が指名される。その他の役人として、保安官、検視官、事務官、検察官、選挙管理官、記録部長、裁判所事務官、税務官、評価委員会委員、税査定部長がいる。

## 市民組織
郡内には商工会議所、歴史協会、キワニスクラブ、ロータリークラブ、ライオンズクラブ、パイロットクラブ、エルバート劇場財団（ジョージア芸術委員会の一部）、NAACP、ボーイズ・アンド・ガールズ・クラブ、エルバート市民連盟（ジョージア婦人クラブ連邦の一部）、ハビタット・フォー・ヒューマニティなど多くの活動的な団体がある。さらに多くの地元教会は大変活動的な伝道プログラムがあり、エルバート・グラニット協会のような多くの交易組織も活発である。住民の中からこれら組織の上位団体で会長などを輩出してきた。

## レクリエーションと歴史的な場所

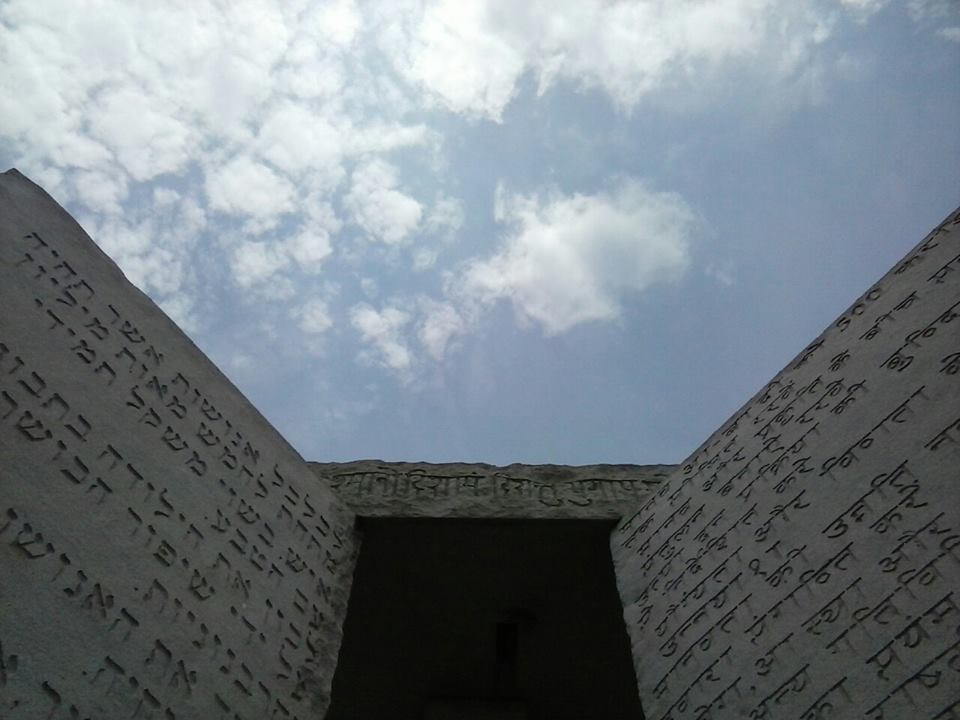
ジョージア・ガイドストーン

郡内の歴史的かつ文化的な場所として、ナンシー・ハートの小屋、ダニエル・タッカーの墓所、スティーブン・ハードの墓、ピーターズバーグ・タウンシップ、バンス・クリーク協会、郡庁舎、エルバートン・シーボード・エア・ライン駅、ロック・ジム、グラニット・ボウル、エルバートン・グラニット博物館展示場、リチャード・B・ラッセル・ダム、エルバート劇場、ジョージア・ガイドストーン、リチャード・B・ラッセル州立公園、ボビー・ブラウン州立公園がある。

## 都市と町
- ボーマン
- エルバートン - 郡庁所在地

## 著名な出身者
エルバート郡は田園部の郡だが、多くの伝説が残っている。アメリカ独立戦争のヒロインになったナンシー・ハートは郡南部の住人でだった。ダニエル・タッカー牧師は人気ある牧師で渡し船の運航者であり、歌の「オールド・ダン・タッカー」の題材になった。『A Circuit Rider's Wife』の著者コーラ・ハリスが郡の出身であり、その本は後に映画『I'd Climb the Highest Mountain』の題材になった。スティーブン・ハードは1780年から1781年にジョージア州知事を務めた。ジョセフ・ラッカー・ラマーはエルバート郡で生まれ、1910年から1916年までアメリカ合衆国最高裁判所判事を務めた。政治家かつ判事のヤング・L・G・ハリスはエルバート郡で生まれ、ヤング・ハリス・カレッジにその名を残した。アメリカ合衆国陸軍長官を務め、1824年にはアメリカ合衆国大統領候補になったウィリアム・ハリス・クロウフォードが郡の出身である。有名な探検家メリウェザー・ルイスは、その家族が隣のウィルクス郡（現オグルソープ郡）にあるブロード川バレーのブロード川沿いに土地を所有していた。クラーク・ゲインズはNFLの記録保持者であり、NFL選手協会の会長を務めたが、エルバート郡で育ち、エルバート郡包括高校でフットボールをプレイした。ブルースのギタリスト、ベイビー・テイトはエルバート郡で生まれた。レコード・アーティストのモダーン・スカーツはカレッジ音楽サーキットで人気があり、エルバート郡出身のジョジョ・グライドウェルとジェイ・ガレイがメンバーである。